# Grace Slick
Grace Barnett Wing, más conocida como Grace Slick (Evanston, Illinois; 30 de octubre de 1939) es una cantante y compositora estadounidense. Es una de las voces femeninas más reconocidas del rock psicodélico y figura del movimiento hippie.
Durante su carrera fue miembro de los grupos musicales The Great Society, Jefferson Airplane, Jefferson Starship y Starship.
Con Jefferson Airplane cantó en los míticos festivales de Monterey Pop Festival en 1967 y en el Festival de Woodstock de 1969, así como en el infame Altamont Speedway Free Festival, también en 1969.
En 1987, con 47 años, se convirtió en la cantante femenina de mayor edad en lograr llegar al número uno en el Top 100 de la revista Billboard con la canción "Nothing's Gonna Stop Us Now", de su grupo Starship. El récord duró hasta 1999, en que Cher, con 52 años, logró el número uno con su canción Believe.
En 1990 Grace Slick se retiró de la industria musical. Seis años más tarde, en 1996, su antigua banda Jefferson Airplane fue incluida en el Rock and Roll Hall of Fame, aunque ella no estuvo presente en la ceremonia.

## Biografía
Grace Barnett Wing nació en Evanston, Illinois, muy cerca de Chicago. Hija de un inmigrante noruego-sueco y de una descendiente directa de los pasajeros del Mayflower, durante su niñez vivió en diferentes ciudades de Estados Unidos, hasta que se estableció en Palo Alto, California, al sur de San Francisco. Asistió a la Palo Alto Senior High School antes de ser parte de la Castilleja High School, una escuela privada de niñas. Tras graduarse asistió al Finch College en Nueva York, y posteriormente en la Universidad de Miami en Coral Gables, Florida.
Mantuvo varias amistades dentro del mundo de la música. Su mejor amiga era Janis Joplin, desde el principio de su carrera musical hasta su muerte por sobredosis en 1970. Tuvo una relación cercana con Jim Morrison. Según su biografía, la relación sexual con él se produjo durante su gira europea de 1968, pero sin tener un romance real. También era amiga de Jerry Garcia de The Grateful Dead.
Estuvo casada con el cineasta Gerald "Jerry" Slick entre 1961 y 1971, y con Skip Johnson de 1976 a 1994. En 1971, nació su hija China Wing Kantner, cuyo padre es el guitarrista rítmico de Jefferson Airplane Paul Kantner.
Durante su vida ha tenido varios problemas con la ley. Uno de los más célebres fue en 1969, cuando Tricia Nixon, hija del entonces presidente de Estados Unidos Richard Nixon, invitó a Grace a la Casa Blanca, ya que ellas habían estudiado juntas en el Finch College. Grace invitó al activista político Abbie Hoffman como su acompañante, y tenía previsto poner LSD al té del presidente Nixon. El plan se frustró cuando uno de los guardias de la Casa Blanca reconoció a Hoffman y no los dejaron ingresar.
En 1971 sufrió un grave accidente automovilístico, pero solo salió con contusiones leves. La primera vez que fue detenida fue por conducir bajo los efectos del alcohol, y luego tendría otras detenciones por causas parecidas. En 1978 llegó a un concierto en Alemania en estado de ebriedad. Trató de cantar y atacó al público verbalmente. En 1994 fue detenida por asalto a mano armada.
Grace ha reconocido su alcoholismo y ha comentado en su autobiografía varias de sus experiencias con el LSD, la marihuana y otras sustancias. Ha estado en varias ocasiones internada en centros de rehabilitación para adictos.

## Carrera

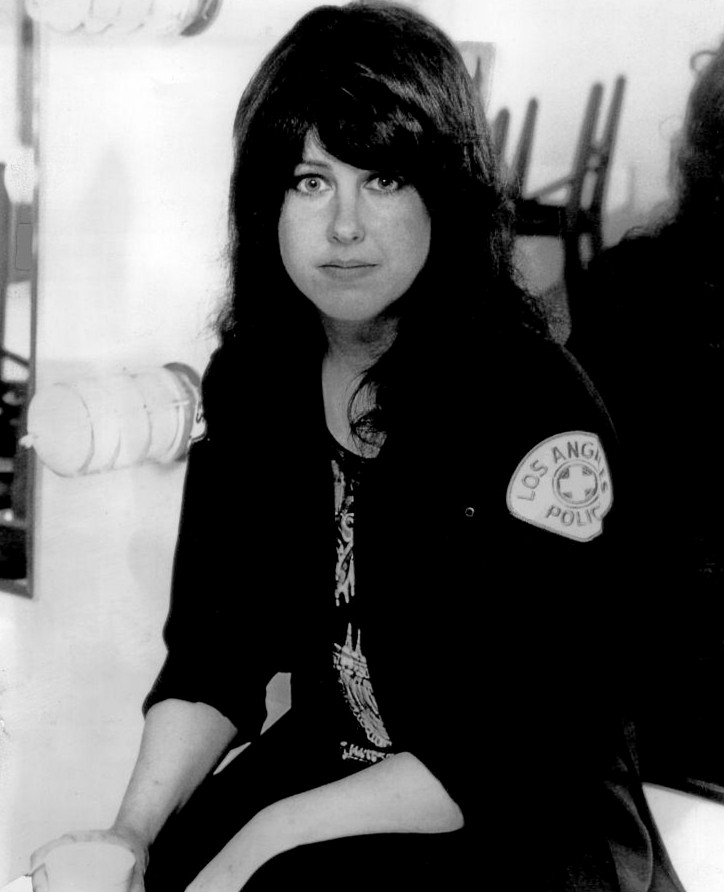
Grace Slick en 1977.

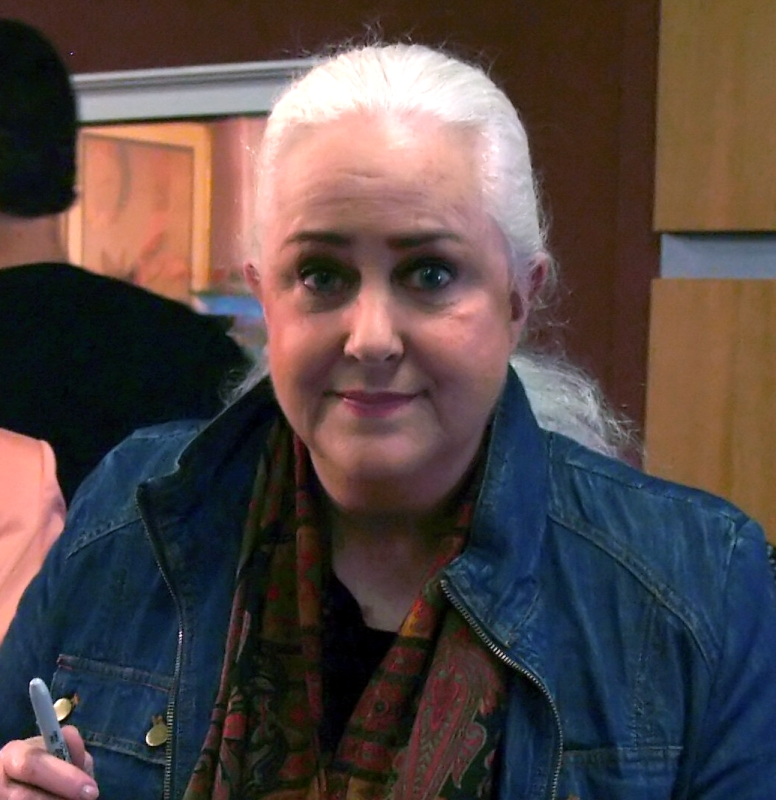
Grace Slick en 2008

Su carrera comenzó en 1965, en medio de la floreciente escena musical de San Francisco. Ella y su marido se interesaron en el trabajo de The Beatles y de la recientemente formada banda Jefferson Airplane, a quienes vieron actuar en The Matrix. Ellos, junto a su entonces cuñado Darby Slick-Gould y otros amigos, formarían su propio grupo llamado The Great Society.
En 1966, la banda tomaría un puesto importante en la nueva escena rock de San Francisco. En aquella época, Darby Slick escribiría las canciones "White Rabbit" y "Somebody to Love", que interpretaría Grace. Ese mismo año, Jefferson Airplane pierde a su vocalista Signe Anderson y Grace asume el puesto.
Durante sus años en Jefferson Aiplane grabó canciones como "We Can Be Together" y "Lather" además de "White Rabbit" y "Somebody to Love", compuestas por Darby Slick durante la época de The Great Society. Grace sería la primera persona en decir motherfucker en televisión. Fue en 1969, durante su presentación en el Show de Dick Cavett.
Luego de la ruptura de Jefferson Airplane, Slick y otros músicos formarían el grupo Jefferson Starship, al que seguiría el grupo Starship, con quienes grabaría otros éxitos como "We Built This City" y "Nothing's Gonna Stop Us Now". Los discos solistas de Grace son Manhole, Dreams, Software y Welcome to the Wrecking Ball. Dreams es el más personal de sus discos como solista y fue nominado para un premio Grammy.
En 1988 deja Starship. Tras una breve reunión de Jefferson Airplane y una gira al año siguiente, Slick se retiraría de la música. Durante todo este tiempo se ha dedicado a las artes visuales y ha hecho pequeñas colaboraciones con Jefferson Starship.
En 1996, los Jefferson Airplane fueron incluidos en el Rock and Roll Hall of Fame. Ella no estuvo presente en la ceremonia aunque sí formaba parte de la formación que fue introducida en el certamen, ya que formó parte de la banda en sus años más exitosos.
El legado de Grace ha sido tomado por varias cantantes de rock como Stevie Nicks, Patti Smith, Sandy Denny y Dolores O'Riordan. Así como su amiga y contemporánea Janis Joplin, Slick contribuyó decididamente a consolidar –por talento y personalidad– la presencia femenina en el rock.

## Discografía
Álbumes solistas
- Manhole (1973)
- Dreams (1980)
- Welcome to the Wrecking Ball! (1981)
- Software (1984)

Compilados
- The Best of Grace Slick (1999)

con The Great Society
- Conspicuous Only In Its Absence (1968)
- How It Was (1968)
- Born to Be Burned (1995)

con Jefferson Airplane
- Surrealistic Pillow (1967)
- After Bathing at Baxter's (1967)
- Crown of Creation (1968)
- Bless Its Pointed Little Head (1969)
- Volunteers (1969)
- Bark (1971)
- Long John Silver (1972)
- Thirty Seconds Over Winterland (1973)
- Early Flight (1974)
- Jefferson Airplane (1989)

con Jefferson Starship
- Dragon Fly (1974)
- Red Octopus (1975)
- Spitfire (1976)
- Earth (1978)
- Modern Times (1981)
- Winds of Change (1982)
- Nuclear Furniture (1984)

con Starship
- Knee Deep in the Hoopla (1985)
- No Protection (1987)

con Paul Kantner
- Blows Against the Empire (1970)
- Sunfighter (1971)
- Baron von Tollbooth and the Chrome Nun (1973)
- Planet Earth Rock and Roll Orchestra (1983)

Participaciones especiales
- Monterey Pop Festival (1967)
- Festival de Woodstock (1969)
- Altamont Speedway Free Festival (1969)
- If I Could Only Remember My Name (de David Crosby) (1971)
- Papa John Creach (de Papa John Creach) (1971)
- Rolling Thunder (de Mickey Hart) (1972)
- Seastones (de Ned Lagin) (1975)
- 69 Times Rick James (1982)
- Heart (de Heart) (1985)
- Back to Avalon (de Kenny Loggins) (1988)
- Deep Space / Virgin Sky (de Jefferson Starship) (1995)
- In Flight (de Linda Perry) (1996)
- Windows of Heaven (de Jefferson Starship) (1999)
- Jefferson's Tree of Liberty (de Jefferson Starship) (2008)